# 어머니 (2011년 영화)
어머니(Mother)는 한국에서 제작된 태준식 감독의 2011년 다큐멘터리 영화이다. 이소선 등이 주연으로 출연하였다.

## 출연

### 주연
- 이소선

### 조연
- 전태삼
- 백대현
- 홍승이
- 왕모림

## 제작진
- 프로듀서: 김화범
- 조연출: 정동욱
- 사운드슈퍼바이저: 표용수
- 사운드슈퍼바이저: 서영준
- CG: 정동해
- CG: 정동해
- 디지털처리: 오병걸
- 배급부문: 곽용수
- 배급부문: 한소명
- 배급부문: 한혜미
- 배급부문: 나두나
- 배급부문: 김화범
- 배급부문: 곽미현
- 배급부문: 장은미
- 배급부문: 원인정
- 마케팅부문: 조계영
- 마케팅부문: 김예원
- 마케팅부문: 김현주